# Ловешко македонско благотворително братство
Ловешкото македонско благотворително братство „Тома Давидов“ е организация на бежанците от областта Македония, установили се в Ловеч.

## История
На Първия македонски конгрес, провел се в София на 19 – 28 март 1895 година, е основана Македонската организация, която бързо започва да образува клонове в цялата страна. Основано е и дружество в Ловеч, което участва активно в дейността на Организацията. На Втория конгрес от 3 до 16 декември 1895 година делегат е Андрей Башев, на Шестия конгрес от 1 до 5 май 1899 година делегат е Иван Георгов, който си дава обаче отвод, на Седмия конгрес от 30 юли до 5 август 1900 година делегат е Панайот Кършовски и на Осмия конгрес от 4 до 7 април 1901 година делегат е П. Стоянов.
След Първата световна война дружеството е възстановено като благотворително братство, част от Съюза на македонските емигрантски организации. В началото на 1924 година братството си избира ръководство в състав Йордан Г. Пашев (председател), Серафим Велов (подпредседател), Любомир Х. Николов (секретар), Христо Димов (касиер) и съветници Мария Съева и Иван Илиев. През ноември същата година в ново ръководство влизат Серафим Венов (председател), Иван Трайков (подпредседател), Любомир Хаджиниколов (секретар), Христо Димов (касиер), а съветници са Мария Съева, Екатерина Велева и Пенчо Димитров.